# Eutrichapion punctiger
Eutrichapion punctiger é uma espécie de insetos coleópteros polífagos pertencente à família Apionidae.
A autoridade científica da espécie é Paykull, tendo sido descrita no ano de 1792.
Trata-se de uma espécie presente no território português.